# Mehetia
Mehetia ou Me'eti'a é uma ilha vulcânica nas Ilhas de Barlavento, no leste do Arquipélago da Sociedade na Polinésia Francesa, um território francês no exterior, localizado no Oceano Pacífico. Essa ilha é um estratovulcão muito jovem 110 km ao leste da Península do Tahiti. A ilha pertence ao hotspot Teahiti'a-Mehetia.
A ilha tem uma área de 2,3 km quadrados e tem seu ponto mais alto 435 m. A bem definida cratera vulcânica contém um "ponto quente" muito ativo. Em 1981 a ilha foi o centro de terremotos.

## História
O primeiro avistamento da ilha por europeus foi na expedição espanhola de Pedro Fernandes de Queirós em 9 de fevereiro de 1606, e nomeou-a Decena (dez em espanhol). Depois a ilha foi avistada por Samuel Wallis no HMS Dolphin 1767. Também foi avistada pelo navegador espanhol Domingo de Boenechea em 6 de novembro de 1772 no barco Aguila. Ele chamou a ilha de San Cristóbal.

## Administração
Mehetia é administrativamente parte de uma comuna (município) de Taiarapu-Est e de sua comuna mais ao leste Tautira. A ilha é inabitada e não tem muita vegetação mas tem um pequeno recife de coral em seus declives submarinos.